# モハメド・ムンタリ
モハメド・ムンタリ（محمد مونتاري、Mohammed Muntari、1993年12月20日 - ）は、ガーナ・クマシ出身でカタールに帰化したサッカー選手。カタール代表。ポジションはFW。

## 経歴

### クラブ
ガーナ時代にはニイ・ランプティがオーナーを務めるゴールデン・ライオンズ・サッカー・アカデミーに在籍した。
2012年にカタールに渡り、アル・ジャイシュ・ドーハに加入。2015年7月には5年契約でレフウィヤSCに移籍。2017年4月にレフウィヤは彼の古巣であるアル・ジャイシュ・ドーハを吸収し、アル・ドゥハイルに名を改めた。

### 代表
ガーナで生まれ育ったが、若くしてカタールに渡り同国に帰化した。2014年12月にカタール代表に初招集され、同月27日に行われたエストニア代表との親善試合で代表初出場をするとこの試合で初得点も記録した。2015年9月3日に行われた2018 FIFAワールドカップ・アジア2次予選のブータン代表戦ではハットトリックを達成した。自国開催の2022 FIFAワールドカップカタール代表に選出され、2022年11月25日のセネガル代表戦ではカタール代表史上FIFAワールドカップ本大会初得点を記録したが、チームはグループステージ敗退となった。

## 代表歴

### 出場大会
- カタール代表
  - 2022 FIFAワールドカップ

### 試合数
- 国際Aマッチ 60試合 15得点（2014年-）[7]

| カタール代表 | 国際Aマッチ | 国際Aマッチ |
| 年           | 出場        | 得点        |
| ------------ | ----------- | ----------- |
| 2014         | 2           | 1           |
| 2015         | 13          | 5           |
| 2016         | 1           | 0           |
| 2017         | 6           | 1           |
| 2018         | 0           | 0           |
| 2019         | 5           | 1           |
| 2020         | 0           | 0           |
| 2021         | 18          | 4           |
| 2022         | 9           | 2           |
| 2023         | 6           | 1           |
| 2024         |             |             |
| 通算         | 60          | 15          |

### 得点
| No | 日附           | 場所                                                 | 対戦相手     | 得点 | 結果 | 大会                                   |
| -- | -------------- | ---------------------------------------------------- | ------------ | ---- | ---- | -------------------------------------- |
| 1. | 2014年12月27日 | ドーハ、アブドゥッラー・ビン・ハリーファ・スタジアム | エストニア   | 1–0  | 3–0  | 親善試合                               |
| 2. | 2015年8月28日  | ドーハ、ジャシム・ビン・ハマド・スタジアム           | シンガポール | 2–0  | 4–0  | 親善試合                               |
| 3. | 2015年9月3日   | ドーハ、ジャシム・ビン・ハマド・スタジアム           | ブータン     | 6–0  | 15–0 | 2018 FIFAワールドカップ・アジア2次予選 |
| 4. | 2015年9月3日   | ドーハ、ジャシム・ビン・ハマド・スタジアム           | ブータン     | 7–0  | 15–0 | 2018 FIFAワールドカップ・アジア2次予選 |
| 5. | 2015年9月3日   | ドーハ、ジャシム・ビン・ハマド・スタジアム           | ブータン     | 9–0  | 15–0 | 2018 FIFAワールドカップ・アジア2次予選 |
| 6. | 2015年11月17日 | ティンプー、チャンリミタン・スタジアム               | ブータン     | 1–0  | 3–0  | 2018 FIFAワールドカップ・アジア2次予選 |
| 7. | 2017年11月14日 | ドーハ、アブドゥッラー・ビン・ハリーファ・スタジアム | アイスランド | 1–1  | 1–1  | 親善試合                               |